# Aphonopelma hollyi
Aphonopelma hollyi är en spindelart som beskrevs av Smith 1995. Aphonopelma hollyi ingår i släktet Aphonopelma och familjen fågelspindlar. Inga underarter finns listade i Catalogue of Life.